# ديرالعقم (عبس)

تعديل مصدري - تعديل

ديرالعقم هي إحدى قرى عزلة مطولة بمديرية عبس التابعة لمحافظة حجة، بلغ تعداد سكانها 869 نسمة حسب تعداد اليمن لعام 2004.